# Heinrich Schotten
Heinrich Georg Leonhard Schotten (Marburgo, 3 de julho de 1856 – Berlim, 18 de fevereiro de 1939) foi um matemático alemão.
Em 19 de outubro de 1894 foi eleito membro da Academia Leopoldina. Foi palestrante convidado do Congresso Internacional de Matemáticos em Heidelberg (1904: Welche Aufgabe hat der mathematische Unterricht auf den deutschen Schulen und wie passen die Lehrpläne zu dieser Aufgabe?).
Foi editor do Unterrichtsblätter für Mathematik und Naturwissenschaften.

## Obras
- Über Fusspunktscurven, Wissenschaftliche Beilage zum Programm des Kgl. Gymnasiums und Realgymnasiums zu Hersfeld, 1887
- Inhalt und Methode des Planimetrischen Unterrichts. Eine vergleichende Planimetrie,  B. G. Teubner, Leipzig, Band 1 1890, Band 2 1893. Archive, Band 1
- Neubearbeitung der 2. Auflage von Friedrich Reidt: Anleitung zum mathematischen Unterricht an höheren Schulen, Berlin, 2. Auflage 1906
- Mathematischer Unterricht, Schulprogramm der Oberrealschule, Halle 1899
- Die „Meraner Vorschläge“ und die neuere mathematische Schulliteratur, Beilage zum Osterprogramm der städtischen Oberrealschule, Halle 1910, S. 5–24
- Bericht über die 77. Versammlung Deutscher Naturforscher und Ärzte in Meran, Unterrichtsblätter für Mathematik und Naturwissenschaften, Band 12, Heft 2, 1906, S. 39–41[3]